# Vela nos Jogos Olímpicos de Verão de 2024 - Nacra 17
A classe Nacra 17 da vela nos Jogos Olímpicos de Verão de 2024 foi disputada entre 3 e 8 de agosto na Marina de Marselha. Um total de 38 velejadores de 19 barcos, sendo um homem e uma mulher representando cada Comitê Olímpico Nacional (CON), participaram do evento.

## Formato
A prova foi composta por doze regatas preliminares e uma de decisão das medalhas (Medal Race). A posição em cada regata se traduz em pontos (os primeiros colocados somam um ponto na classificação, enquanto os décimos, por exemplo, somam 10 pontos), que são acumulados de regata a regata para obter a classificação. Apenas as dez menores pontuações ao fim das doze primeiras regatas avançaram para a Medal Race, na qual os pontos obtidos juntam-se aos já acumulados. Cada barco deve excluir uma regata para sua pontuação total, com exceção da Medal Race que não pode ser excluída e sua pontuação conta em dobro.

## Calendário
| Data →   | Sábado 3 ago  | Domingo 4 ago | Segunda 5 ago | Terça 6 ago     | Quarta 7 ago | Quinta 8 ago |
| -------- | ------------- | ------------- | ------------- | --------------- | ------------ | ------------ |
| Nacra 17 | Regatas 1 a 3 | Regatas 4 a 6 | Regatas 7 a 9 | Regatas 10 a 12 | Adiado       | Medal Race   |

## Medalhistas
| Ouro   | ITA Ruggero Tita e Caterina Banti   |
| Prata  | ARG Mateo Majdalani e Eugenia Bosco |
| Bronze | NZL Micah Wilkinson e Erica Dawson  |

## Resultados
Estes foram os resultados após as 12 regatas e a regata da medalha.
| Pos.              | Velejadores                                     | CON                | Regata | Regata | Regata | Regata | Regata | Regata | Regata | Regata | Regata | Regata | Regata | Regata | Regata | Pontos | Pontos |
| Pos.              | Velejadores                                     | CON                | 1      | 2      | 3      | 4      | 5      | 6      | 7      | 8      | 9      | 10     | 11     | 12     | MR     | Tot.   | Net    |
| ----------------- | ----------------------------------------------- | ------------------ | ------ | ------ | ------ | ------ | ------ | ------ | ------ | ------ | ------ | ------ | ------ | ------ | ------ | ------ | ------ |
| Medalha de ouro   | Ruggero Tita Caterina Banti                     | ITA Itália         | 1      | 1      | 2      | 1      | 1      | 1      | 1      | 6      | 6      | 20 UFD | 5      | 2      | 4      | 51     | 31     |
| Medalha de prata  | Mateo Majdalani Eugenia Bosco                   | ARG Argentina      | 2      | 2      | 5      | 10     | 6      | 6      | 3      | 2      | 2      | 1      | 2      | 12     | 14     | 67     | 55     |
| Medalha de bronze | Micah Wilkinson Erica Dawson                    | NZL Nova Zelândia  | 5      | 3      | 7      | 2      | 2      | 3      | 2      | 4      | 9      | 17     | 3      | 7      | 16     | 80     | 63     |
| 4                 | John Gimson Anna Burnet                         | GBR Grã-Bretanha   | 8      | 4      | 6      | 3      | 4      | 9      | 4      | 5      | 4      | 5      | 1      | 3      | 22 OCS | 78     | 69     |
| 5                 | Tim Mourniac Lou Berthomieu                     | FRA França         | 6      | 6      | 8      | 5      | 7      | 4      | 20 UFD | 1      | 12     | 4      | 4      | 15     | 2      | 94     | 74     |
| 6                 | Laila van der Meer Bjarne Bouwer                | NED Países Baixos  | 4      | 20 DNF | 9      | 7      | 8      | 8      | 6      | 7      | 3      | 2      | 11     | 5      | 8      | 98     | 78     |
| 7                 | Sinem Kurtbay Akseli Keskinen                   | FIN Finlândia      | 3      | 7      | 4      | 4      | 11     | 5      | 7      | 11     | 11     | 12     | 15     | 4      | 18     | 112    | 97     |
| 8                 | Paul Kohlhoff Alica Stuhlemmer                  | GER Alemanha       | 18     | 9      | 3      | 6      | 3      | 2      | 13     | 8      | 5      | 14     | 17     | 10     | 10     | 118    | 100    |
| 9                 | João Siemsen Marina Arndt                       | BRA Brasil         | 14     | 10     | 11     | 11     | 5      | 11     | 5      | 14     | 7      | 8      | 13     | 14     | 6      | 129    | 115    |
| 10                | Emil Järudd Hanna Jonsson                       | SWE Suécia         | 13     | 18     | 10     | 8      | 9      | 14     | 16     | 13     | 1      | 7      | 6      | 9      | 12     | 136    | 118    |
| 11                | Tara Pacheco Andrés Barrio                      | ESP Espanha        | 12     | 8      | 1      | 9      | 15     | 12     | 8      | 9      | 17     | 20 UFD | 16     | 6      | –      | 133    | 113    |
| 12                | Natacha Saouma-Pedersen Mathias Bruun Borreskov | DEN Dinamarca      | 9      | 5      | 12     | 16     | 10     | 10     | 14     | 15     | 16     | 10     | 8      | 8      | –      | 133    | 117    |
| 13                | Brin Liddell Rhiannan Brown                     | AUS Austrália      | 11     | 11     | 13     | 13     | 12     | 7      | 9      | 12     | 13     | 6      | 14     | 20 RET | –      | 141    | 121    |
| 14                | Mai Huicong Chen Linlin                         | CHN China          | 7      | 14     | 15     | 12     | 14     | 13     | 20 UFD | 10     | 10     | 16     | 18     | 1      | –      | 150    | 130    |
| 15                | Lukas Haberl Tanja Frank                        | AUT Áustria        | 16     | 12     | 14     | 15     | 16     | 15     | 15     | 3      | 8      | 9      | 10     | 16     | –      | 149    | 133    |
| 16                | Sarah Newberry Moore David Liebenberg           | USA Estados Unidos | 10     | 16     | 18     | 14     | 13     | 16     | 11     | 20 UFD | 15     | 3      | 12     | 13     | –      | 161    | 141    |
| 17                | Shibuki Iitsuka Oura Nishida Capiglia           | JPN Japão          | 17     | 17     | 19     | 17     | 17     | 17     | 10     | 17     | 19     | 11     | 7      | 11     | –      | 179    | 160    |
| 18                | Alican Kaynar Beste Kaynakçı                    | TUR Turquia        | 19     | 13     | 17     | 19     | 18     | 20 DNF | 12     | 20 UFD | 14     | 13     | 9      | 18     | –      | 192    | 172    |
| 19                | Lucas Claeyssens Eline Verstraelen              | BEL Bélgica        | 15     | 15     | 16     | 18     | 19     | 18     | 20 UFD | 16     | 18     | 15     | 19     | 17     | –      | 206    | 186    |

Legenda
| - DNF = Não cruzou a linha de chegada; - RET = Retirou-se da regata; | - UFD = Desclassificação por bandeira "U"; - OCS = Queima de largada. |